# Portuguesa (rijeka)
Portuguesa (špa. Río Portuguesa, također Río la Portuguesa, Río de la Portuguesa) je rijeka u Venezueli, lijeva pritoka rijeke Apure. Pripada porječju rijeke Orinoco.
Postoji legenda da ime riječe potječe od zene iz Portugala koja se utopila u njenim vodama. Po rijeci je nazvana i savezna država Portuguesa.